# ASK Split
ASK je hrvatski atletski klub iz Splita.

## Povijest
Atletski sportski klub Split osnovan je 1948. godine. Jedan je od najuspješnijih splitskih športskih klubova. Atletičarke i atletičari ASK-a su kroz povijest u različitim selekcijama hrvatske reprezentacije osvojili brojne europske i svjetske medalje.
ASK-ova atletska škola okuplja 300-400 polaznika.

## Poznati članovi
- Blanka Vlašić[1]
- Filip Mihaljević[2]
- Stipe Žunić[3]
- Jozo Alebić[4]
- Đani Kovač[5]
- Biljana Petrović

## Vanjske poveznice
- Atletski sportski klub Split  Arhivirana inačica izvorne stranice od 22. listopada 2016. (Wayback Machine)